# Тролі (Середзем'я)

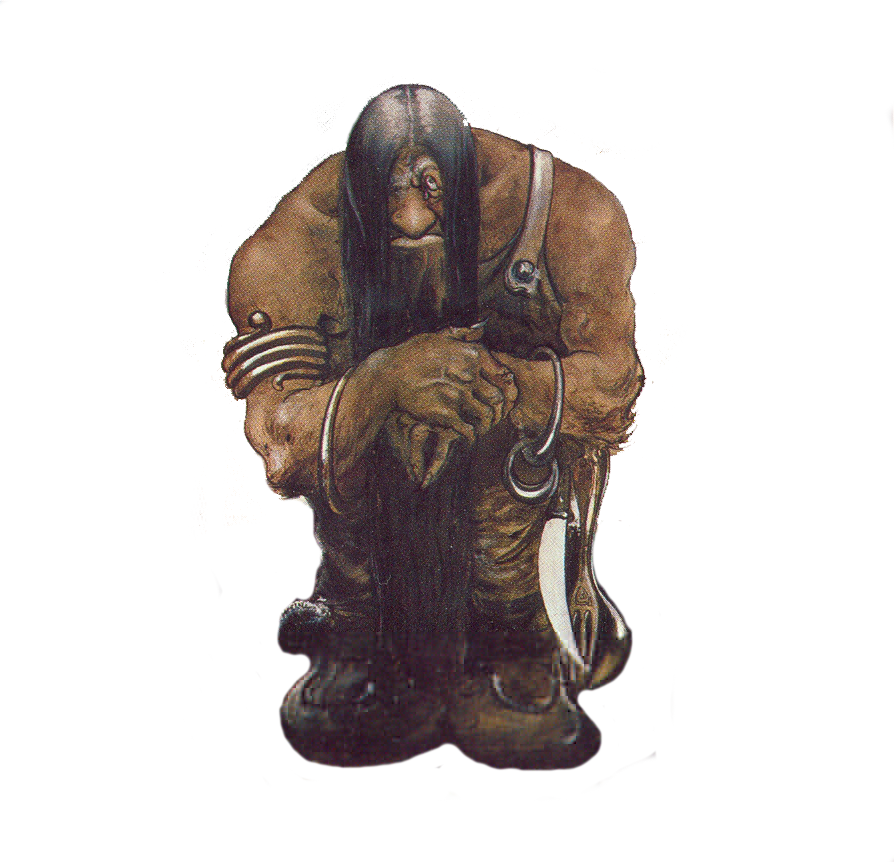
Тролі у легендаріумі Джона Роналда Руела Толкіна

Тролі (англ. trolls) — раса у легендаріумі Джона Роналда Руела Толкіна. Тролі — злісні істоти, виведені Морґотом в Першу епоху Середзем'я, можливо — на подобу або ж в насмішку над ентами. Тролі мали величезний зріст і силу, а ще вони були потворні і надзвичайно туго розуміли, про що йде мова. Шкура у них була товста і груба, кров мала чорний колір; будь-який троль, окрім олог-хая, на сонячному світлі перетворювався на камінь. Вони їли м'ясо, вбивали заради забави та збирали у своїх лігвищах награбоване добро (так, саме в печері тролів було знайдено мечі Оркрист і Ґамдрінґ). На Сіндаріні тролів називають торогами. Однозначно можна сказати, що ніяких соціальних утворень у тролів не було — жили поодинці або невеликими групами. Промишляли полюванням, збиранням або розбоєм.
Тролі не займалися будівництвом, хоча певні навички з ремесел у них були.

## Походження
Про походження тролів достеменно не відомо. Відповідно до поглядів самого Толкіна, створити самостійно Морґот їх не міг, але з чого або яким чином вони були створені — не ясно. В «Гобіті» сказано, що сонце перетворює тролів в камінь, з якого вони походять. Однак в листі № 153 Толкін пише, що «крім цих досить безглуздих, хоча і лютих, Кам'яних тролів, існують і інші різновиди, імовірно іншого походження.» У «Володарі Перснів» старійшина ентів Фанґорн каже, що тролі були створені в Предковічні дні в наслідування ентам, так само як орки в наслідування ельфам. В «Преображених міфах» сказано: «Ельфи, напевно, відносили тролів (в „Гобіті“ і „Володарі Перснів“) до орків за характером і походженням, але більших і повільніших. Має бути очевидним, що вони — спотворення роду людей.»

## Зовнішність
Детального опису тролів не наводиться, але виходячи з епізодів за участю тролів, можна зробити висновок, що зріст тролів (у всякому разі тих, хто фігурує в книгах) навряд чи був вище 14-16 футів. Наприклад рогірими порівняли зріст побачених ними ентів з ростом тролів, при тому, що приводиться в тій же частині книги зростання ентів позначений як «не нижче 14 футів». Варто відзначити, що різні види тролів відрізнялися один від одного: кам'яні, описувані в «Гобіті», мабуть, найбільше були схожі на людей — носили одяг, використовували предмети повсякденного побуту; печерні, зустрінуті в Морії, не мали пальців на ногах і були покриті лускою; гірські, що згадуються в битві біля воріт Мордора, так само покриті лускою, мали ікла і руки з пазурами.

## Мова
Спочатку мова тролів мало чим відрізнявся від мови тварин. Пізніше тролі перейняли мову орків, деякі спілкувалися спільною мовою. Олог-хай розмовляли тільки на Чорному діалекті.

## Види тролів
У Толкіна описуються сім видів тролів:
- кам'яні (з якими зустрілися гноми і Більбо Торбин під час їх походу в Еребор)
- печерні (жили в Морії)
- гірські (використовувалися Сауроном під час атаки на Мінас Тіріт)
- олог-хай (ніде не називаються, але описуються в «додатку F» до «Володора перснів»)
- тролі пагорбів (вбили діда Араґорна (Арадора)
- снігові (як порівняння з королем Рогана Хельмом)
- багатоголові (як відповідь на жахливу поведінку кам'яного троля Вільяма Хаггінса)

До того ж в окрему групу виділяються напівтролі з Далекого Гараду, що брали участь у Пеленнорській битві.

## Історія появи в книгах
Толкін вперше згадав тролів в 1937 році, випустивши книгу «Гобіт або Туди і Звідти». Професор використовував цих монстрів для посилення комічного ефекту. Тролі мали нормальні імена: Том, Берт і Вільям Хаггінс, були відверто дурні, розмовляли на кокні (варварський жаргон одного з районів Лондона), постійно пиячили і жерли все, що підвернеться під руку. Потрапивши під сонячне світло, вони перетворювалися в камінь, чим не забув скористатися Ґандальф — чарівник змусив впертих тролів сперечатися один з одним до тих пір, поки не настав ранок.
Однак надалі Толкін ввів нові види тролів, які були жорстокими і мали більш тваринні звички (не розмовляли нормальною мовою, а використовували рик і т. д., були відносно дурні й без команд орків, навряд чи були особливою загрозою).